# آديلايد هال (مغني)
آديلايد هال (بالإنجليزية: Adelaide Hall)‏ (و. 1901 – 1993 م) هي مغنية، وفنانة، وعازفة جاز، وممثلة مسرحية أمريكية، ولدت في بروكلين، بدأت مشوارها المهني سنة 1921، توفيت في لندن، عن عمر يناهز 92 عاماً، بسبب ذات الرئة.

## التعليم
تعلمت في معهد برات
.

## وصلات خارجية
- آديلايد هال على موقع IMDb (الإنجليزية)
- آديلايد هال على موقع الموسوعة البريطانية (الإنجليزية)
- آديلايد هال على موقع ميوزك برينز (الإنجليزية)
- آديلايد هال على موقع قاعدة بيانات برودواي على الإنترنت (الإنجليزية)
- آديلايد هال على موقع أول ميوزيك (الإنجليزية)
- آديلايد هال على موقع ديسكوغز (الإنجليزية)
- آديلايد هال على موقع قاعدة بيانات الفيلم (الإنجليزية)
- آديلايد هال في قاعدة بيانات الأفلام على الإنترنت